# Krasnovíxersk
Krasnovíxersk (en rus: Красновишерск) és una ciutat de Rússia, es troba al territori de Perm. El 2023 tenia 14.164 habitants. Es troba al vessant occidental dels Urals, a 315 km al nord de Perm, a la vora del riu Víxera.

## Història
En l'emplaçament de l'actual ciutat, al vilatge de Vijaïkha, es construí entre 1894 i 1897 la planta siderúrgica de capital franco-rus Volga-Víxera, i el 1929 s'hi implantà també una fàbrica de cel·lulosa.
El 1926 es construí un camp per a presoners polítics, primer com una extensió del camp Sovetski, després com el centre de Vixerlag, dins del sistema de camps de treball dels gulags. L'escriptor Varlam Xalàmov fou empresonat en aquest camp de 1929 a 1931. El juny de 2007 s'erigí a la ciutat de Krasnovíxersk un monument a la memòria de Varlam Xalàmov.